# Паровозик-облачко (альбом)
Паровозик-облачко — четвертый студийный альбом российской поп-рок-группы «Лицей», записанный и выпущенный в 1997 году на компакт-дисках и компакт-кассетах. Альбом был выпущен концерном Союз.

## Об альбоме
После огромного успеха песни «Осень» с предыдущего альбома, продюсер группы «Лицей» Алексей Макаревич в новых песнях решает полностью отойти от рок-н-рольного стиля. Он привлекает к работе разных поэтов и сам пишет музыку к большинству песен.
Как и предыдущий альбом, «Открытый занавес», новый альбом записывался на студии «Рок-Академия», а продюсером и звукорежиссёром снова выступил Кирилл Есипов. Основным аранжировщиком альбома выступил клавишник Сергей Сысоев.
В отличие от первых трёх альбомов «Лицея», в композициях которых на первый план всегда выходили гитары, в альбоме «Паровозик-облачко» доминируют клавишные и духовые инструменты.
На песни «Паровозик-облачко» и «Расставание» были сняты клипы.
Это был последний альбом группы записанный в оригинальном составе: Анастасия Макаревич, Изольда Ишханишвили и Елена Перова. Сразу после завершения работы над альбомом, Елена Перова была уволена из группы и вскоре её заменила Анна Плетнёва.
Альбом был выпущен большим тиражом и с большой рекламной кампанией, но не имел успеха. Однако песня «Паровозик-облачко» всё равно стала достаточно популярной благодаря тому, что вошла в сборник Союз-20, занявшего третье место по продажам лицензионных компакт-кассет и седьмое место по продажам лицензионных компакт-дисков 1997 года.

## Список композиций
| №   | Название             | Автор(ы)                                             | Длительность |
| --- | -------------------- | ---------------------------------------------------- | ------------ |
| 1.  | «Паровозик-облачко»  | Алексей Макаревич – Андрей Морсин                    | 3:48         |
| 2.  | «Было и прошло»      | Алексей Макаревич – Андрей Морсин, Алексей Макаревич | 3:25         |
| 3.  | «Расставание»        | Алексей Макаревич, Сергей Сысоев – Андрей Морсин     | 4:26         |
| 4.  | «Девушка-зима»       | Алексей Макаревич – Андрей Морсин                    | 3:35         |
| 5.  | «Новогодняя»         | Алексей Макаревич – В. Хлебников                     | 4:08         |
| 6.  | «Незнакомка»         | Алексей Макаревич – Андрей Морсин                    | 4:13         |
| 7.  | «Моя любовь»         | Алексей Макаревич – Андрей Морсин                    | 3:39         |
| 8.  | «Спой мне»           | Алексей Макаревич – Андрей Морсин                    | 3:36         |
| 9.  | «Мне на память»      | Анна Баранова – Михаил Самошин                       | 4:18         |
| 10. | «В апельсиновом раю» | Алексей Макаревич – Карен Кавалерян                  | 4:50         |

## Участники записи
- Анастасия Макаревич — вокал
- Изольда Ишханишвили — вокал
- Елена Перова — вокал
- Сергей Сысоев  — аранжировка, клавишные
- Алексей Макаревич — аранжировка, продюсер группы
- Игорь Кожин  —  гитара
- Сергей Ухналев — саксофон (3) (в буклете не указан)
- Роман Гегарт  —  губная гармонь (9) (в буклете не указан)
- Кирилл Есипов — звукорежиссёр, выпускающий продюсер
- Лейла Фаттахова — менеджер проекта